# 바가나산

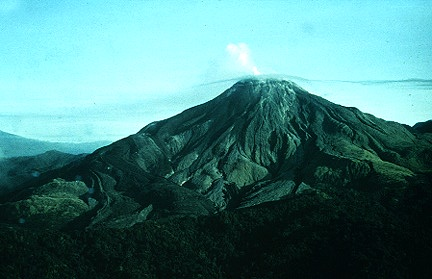

바가나산(Bagana)은 파푸아뉴기니의 부건빌섬에 위치한 화산으로, 성층 화산이다. 이 화산은 매우 활발한 화산 활동을 보여주고 있으며, 지금도 계속 분화를 계속하고 있다. 
끝부분을 종상 화산으로 생각하기 쉽지만, 산의 모양과 꼭대기의 원뿔 모양으로 보아 종상 화산이 아니다.